# Ameletus exquisitus
Ameletus exquisitus är en dagsländeart som beskrevs av Eaton 1885. Ameletus exquisitus ingår i släktet Ameletus och familjen Ameletidae. Inga underarter finns listade i Catalogue of Life.